# 瀬取村
瀬取村（せとりむら）はかつて岐阜県郡上郡に存在した村である。
現在の郡上市八幡町瀬取に該当する。
長良川沿いの村であった。

## 歴史
- 1875年（明治8年） - 小瀬子村、大瀬子村が合併し、瀬取村となる。
- 1889年（明治22年）7月1日 - 町村制により、瀬取村が発足。
- 1897年（明治30年）4月1日 - 初音村、河鹿村、五町村、中坪村と合併し川合村発足。同日瀬取村は廃止。